# Margāb-e Soflá
Margāb-e Soflá (persiska: مَرگاوِ سُفلَى, مرگاب سفلی, Margāv-e Soflá) är en ort i Iran.   Den ligger i provinsen Mazandaran, i den norra delen av landet, 170 km öster om huvudstaden Teheran. Margāb-e Soflá ligger 1 226 meter över havet och antalet invånare är 106.
Terrängen runt Margāb-e Soflá är kuperad åt sydväst, men åt nordost är den bergig. Runt Margāb-e Soflá är det ganska tätbefolkat, med 111 invånare per kvadratkilometer. Närmaste större samhälle är Pol-e Sefīd, 14,2 km sydväst om Margāb-e Soflá. Trakten runt Margāb-e Soflá består i huvudsak av gräsmarker.